# Чирич, Йован (футболист)
Йован Чирич (серб. Јован Ћирић; 25 февраля 2007, Княжевац) — сербский футболист, атакующий полузащитник клуба «Младост» из Лучани.

## Клубная карьера
В академию «Младости» пришёл в 2023 году. За молодёжную команду дебютировал 17 сентября в матче против команды «Раднички» из Ниша до 17 лет, оформив дубль. Всего за пять матчей забил пять голов, после чего был переведён в юношескую команду. Дебютировал 21 октября в матче против «Вождоваца» до 19 лет, отметившись забитым голом. За первую команду дебютировал 1 ноября в матче Кубка Сербии против «Вршаца», заменив на 91-й добавленной минуте Марко Томича. В чемпионате дебютировал 9 декабря в игре с «Црвеной звездой», заменив на 80-й минуте Марко Мирича. Впервые в стартовом составе вышел 12 февраля 2024 года в матче против «Спартак» из Суботицы, отдав пас на победный гол Патрика Эзе.

## Карьера в сборной
За юношескую сборную дебютировал 20 марта 2024 года в матче квалификации к Евро против сборной Грузии, заменив на 71-й минуте Михайло Цветковича. 15 мая попал в заявку сборной на турнир. На Евро дебютировал в последнем матче группового этапа против сборной Чехии. Вместе с командой дошёл до полуфинала, где проиграл сборной Португалии.